# Venusia erutaria
Venusia erutaria är en fjärilsart som beskrevs av Jean Baptiste Boisduval 1840. Venusia erutaria ingår i släktet Venusia och familjen mätare. Inga underarter finns listade i Catalogue of Life.